# Списак изгубљених рудника
Изгубљени рудници су популарни облик легенде о изгубљеном благу . Руде које се сматрају изгубљеним су обично високе вредности као што су злато, сребро или дијаманти . Често постоји карта (која се понекад назива и "товарна листа") која наводно приказује локацију рудника. Уобичајени разлози за губитак рудника укључују: 
- Рудник открије и ради трагач који одбија да објави локацију и умре без откривања локације.
- Рудником управљају домаћи народи који одбијају да саопште локацију другима.
- Депоновање минерала откривено је на удаљеној локацији, а након повратка у подручје откривач га више не може пронаћи.
- Откривач умире од глади, жеђи или изложености убрзо након што је открио лежиште, а његово тело је пронађено са богатим узорцима руде у његовом власништву.
- Откриваче убијају непријатељски домороци. Понекад домороци прекривају улаз у рудник.
- У шпанским колонијама у Новом свету, многе изгубљене мине наводно су радиле под вођством језуитских свештеника пре њиховог изненадног протеривања 1767. године.

Неке изгубљене минске легенде имају историјску основу; неки немају. Но, о намамљењу изгубљених рудничких легенди сведоче многе књиге о овој теми и популарност публикација попут часописа <i id="mwGA">Лост Треасуре</i> . 

## Листаизгубљених рудничкихлегенди
Вероватно су широм света легенде о изгубљеним минама. Следеће су само узорковање. 

### Африка
- Рудници краља Соломона

### Аустралија
- Ластерсов Гребен (никада заправо није откривен)

### Боливија
- Рудник Сакамбаја

### Бразил
- Рудник Мурибек

### Канада
- Изгубљени рудник лимуна, Алберта [1]
- Налаз злата Питт Лаке, Бритисх Цолумбиа
- Изгубљени рудник Јолли Јацк, Британска Колумбија
- Изгубљени МцЛеод Мине, северозападне територије
- Јоханссен'с Лост Платинум Цацхе, Британска Колумбија
- Фостер'с Лост Мине, острво Ванцоувер
- Изгубљени Цхристие Леад, Британска Колумбија
- Изгубљени сребрни вођа Монасхее Цреека, Британска Колумбија

### Колумбија
- Рудник Цхивор, смарагдни рудник изгубљен 200 година, а затим поново пронађен. [2]

### Мексико
- Изгубљени рудник дијаманата Виценте Гуерреро
- Изгубљени рудник Нарањал, Дуранго
- Планцхас де Плата, Сонора (понекад звана Болас де Плата ). Периодично се претпоставља да је „изгубљен“, иако је локација добро документована.
- Рудник сребра Таиопа, Сонора

### Русија
- У 19. веку златна грозница је била распрострањена у регији Урал близу Екатеринбурга . Постоје многе легенде о изгубљеним рудницима, на пример у причама Мамин-Сибириак .
- У области Иакутиа на северу и североистоку Русије постоји много модерних прича о изгубљеним рудницима дијаманата

### Америка
- Изгубљени Падре мина, разне локације у САД
- Рудник изгубљене кабине, разне локације у САД

#### Аризона
- Изгубљени Холанђанин Голд Рудник, Аризона
- Рудник са гвозденим вратима, Аризона

#### Калифорниа
- Изгубљени рудник Пеглег, Калифорнија ; наводно га је пронашао планински човек "Пеглег" Смитх
- Изгубљени рудник Бреифогле, Калифорнија или Невада
- Рудник изгубљеног цемента, Калифорнија
- Рудник изгубљене холандске рерне, Калифорнија
- Тајна мина Валлеи Валлеи Сцотти, Калифорнија или Невада
- Рудник Гунсигхт, Калифорнија или Невада
- Изгубљени рудник Падре, јужна Калифорнија

#### Цолорадо
- Изгубљени пин, Делта Цоунти, Цолорадо
- Рецлусе Гоатхердер'с Голд Рудник, Колорадо
- Три скелета, округ Ла Плата, Колорадо

#### Ајдахо
- Рудник колица, Идахо

#### Кентуцки
- Свифтов рудник сребра, Кентуцки

#### Миссоури
- Рудник сребра Иоцум, Округ Стоне, Миссоури

#### Невада
- Рудник изгубљених овчара, Невада

#### Нев Мекицо
- Изгубљени Адамс Диггингс, Нев Мекицо или Аризона
- Благо Вицторио Пеак, Вхите Сандс, Нев Мекицо

#### Орегон
- Изгубљени рудник плаве канте, Орегон
- Рудник двојице Француза, Орегон

#### Текас
- Лост Ниггер Голд Мине, Текас
- Рудник Сан Саба (који се понекад назива и рудник Лост Бовие или Рудник Лост Алмагрес ), Тексас

#### Утах
- Рудник изгубљене Рхоадес, Утах
- Изгубљени рудник Јосепхине, Утах

#### Васхингтон
- Данвилле'с Лост Голд Ледге, Васхингтон (држава)
- Јаннијев димњак, Васхингтон (држава)
- Лост Доукхобор Ледге, Васхингтон (држава)

## Белетристика
У краткој причи Агатхе Цхристие Поарот " Изгубљени рудник " налази се тема мапе која открива локацију изгубљеног рудника у Бурми која је украдена у Лондону, а њен носач убијен. 